# Louvigné-de-Bais
Louvigné-de-Bais é uma comuna francesa na região administrativa da Bretanha, no departamento Ille-et-Vilaine. Estende-se por uma área de 15,3 km². Em 2010 a comuna tinha 1 944 habitantes (densidade: 127,1 hab./km²).